# Mozilla Application Suite
Mozilla Application Suite – pakiet programów składający się m.in. z przeglądarki internetowej, klienta poczty, czytnika grup dyskusyjnych, klienta IRC oraz edytora stron HTML.
Jest to wolna i darmowa przeglądarka internetowa, obsługująca standardy internetowe, między innymi HTML, XHTML, DOM, XML, zatem wyświetla poprawnie każdą stronę zgodną ze standardami organizacji W3C.
Aktualna wersja stabilna nosi numer 1.7.13 i jest to ostatnia wersja. Pakiet nie jest już wspierany, więc nawet błędy bezpieczeństwa nie będą naprawiane. Użytkownikom Mozilli Application Suite zaleca się przejście na bezpośredniego następcę – SeaMonkey, bądź na Firefoksa.

## Historia
Mozilla zaczęła powstawać na bazie uwolnionego kodu źródłowego przeglądarki Netscape Navigator w 1998 roku, wcześniej była to nazwa kodowa Netscape Navigatora (fonetyczna kontaminacja z ang. Mosaic killer).
Przeglądarka była rozwijana do 10 marca 2005 roku przez Mozilla Foundation. Wtedy fundacja ogłosiła, że skoncentruje się całkowicie na rozwoju przeglądarki Firefox i klienta poczty Mozilla Thunderbird, pomogła jednak powołać do życia SeaMonkey Council, która kontynuuje rozwój przeglądarki pod nazwą SeaMonkey (wcześniej była to wewnętrzna nazwa kodowa Mozilli Application Suite).

## Języki i platformy
Mozilla jest w pełni spolszczona. Dostępne są wersje dla systemu Windows, macOS i Linux oraz w postaci pakietów językowych XPI dla dowolnej platformy sprzętowo-systemowej. Istnieją również nieoficjalne wersje instalacyjne dla innych systemów (m.in. dla różnych wersji systemu Unix).

## Skład pakietu
W skład pakietu Mozilla Application Suite wchodzą:
- Navigator (Nawigator) – przeglądarka internetowa obsługująca standardy internetowe (m.in. HTML, XHTML, DOM, XML);
- Mozilla Mail (Kurier Poczty) – klient poczty oraz czytnik grup dyskusyjnych;
- Address Book (Książka adresowa) – zarządzanie książką adresową Kuriera Poczty;
- ChatZilla – klient IRC;
- Mozilla Composer (Kompozytor Stron) – edytor stron HTML.

## Cechy
Najważniejsze cechy Mozilli Application Suite to:
- przeglądanie przy użyciu kart, ułatwiające zachowanie porządku na pulpicie
- sidebar (pasek boczny) wyświetlający bieżące informacje oraz wyniki wyszukiwania internetowego w tabelce
- integracja z kilkunastoma (w wersji polskiej nawet kilkudziesięcioma) portalami i serwisami wyszukiwawczymi
- blokowanie wyskakujących okienek z reklamami, lub niechcianych bannerów z wybranych stron WWW
- motywy graficzne (tzw. skórki), dzięki którym można zmienić wyglądać programu w dowolny sposób
- adaptacyjny filtr niechcianej poczty, który wykrywa spam

## Narzędzia dla autorów i programistów
Dla autorów stron WWW dostępne są narzędzia programistyczne takie jak:
- DOM Inspector (Inspektor DOM) – do przeglądania i edycji drzewa Document Object Model wyświetlanych stron,
- Konsola oraz debuger kodu JavaScript – aplikacje do wykrywania błędów oraz profilowania skryptów napisanych w języku JavaScript.
- Technologie XUL, XBL i XPCOM pozwalają tworzyć wieloplatformowe aplikacje, które będą korzystały ze spójnego interfejsu, jaki oferuje Mozilla i przeglądarki na niej oparte.

## MozillaPL
Polskie wydanie Mozilli posiada pełną funkcjonalność wersji angielskiej, która została rozszerzona o dodatkowe opcje:
- Proctor – przełącznik serwerów proxy
- Obsługa gestów – możliwość obsługi najczęściej używanych funkcji przeglądarki za pomocą gestów wykonywanych myszką;
- Multimedia – pakiet standardowo wyposażony jest we wtyczki do obsługi treści multimedialnych,
- Sprawdzanie pisowni – wersja dla systemu Windows posiada moduł do sprawdzania pisowni z polskim słownikiem,
- MozTweak – moduł do zmiany zaawansowanych ustawień programu,
- Zestaw ikon i ekran powitalny,
- Na stronie polskiej wersji Mozilli oferowana jest również limitowana pomoc dla użytkowników w postaci listy najczęściej zadawanych pytań FAQ, forum dyskusyjnego, systemu obsługi błędów i innych.

Projekt MozillaPL nie jest już rozwijany.

## Pochodne Mozilli
Mozilla stanowi podstawę wielu innych przeglądarek internetowych. Są to np.:
- Firefox
- Netscape Navigator 6.x i 7.x
- IBM Web Browser dla OS/2
- Beonex Communicator
- Aphrodite
- Flock

Na programach z pakietu Mozilla Application Suite oparte są także m.in. program pocztowy Mozilla Thunderbird i edytor HTML Nvu.
Niektóre przeglądarki wykorzystują silnik Mozilli – Gecko – tylko w celu wyświetlania stron WWW, na przykład:
- AOL (macOS)
- Camino (macOS)
- CompuServe 7.0 (Windows)
- Epiphany (GNOME)
- Galeon (Linux)
- K-Meleon (Windows)
- Minimo (urządzenia przenośne)
- Q.BATi (macOS)
- Skipstone (Linux)
- Salamander (Linux)